# Майе Эла, Флоренсио
Флоренсио Майе Эла Манге (исп. Florencio Mayé Elá Mangue; род. 1944 Монгомо, Испанская Гвинея) — государственный и политический деятель, вице-президент Экваториальной Гвинеи в 1979—1982 годах.

## Биография
В 1960-х годах он прошёл военную подготовку в Военной академии Сарагосы вместе с Теодоро Обиангом, Эулогио Ойо и другими будущими гвинейскими солдатами. При диктатуре Франсиско Масиаса он был главой национального флота. Участвовал в государственном перевороте 3 августа 1979 года и в последующем правительстве Высшего военного совета в качестве вице-президента и министра иностранных дел, участвуя в подписании Договора о дружбе и сотрудничестве между Испанией и Экваториальной Гвинеей в 1980 году. Он был награждён в Испании орденом Изабеллы Католической вместе с Сальвадором Эла Нсенг и Хуаном Мануэлем Треем.
При режиме Теодоро Обианга с декабря 1982 по декабрь 1987 года занимал пост посла в ООН, а с декабря 2006 года — в Камеруне. Страна объявила Майе Эла персоной нон грата, из-за чего он был вынужден покинуть свой пост. Его сменил Педро Эла Нгема Буна. На выборах в законодательные органы Экваториальной Гвинеи в 2013 году был избран сенатором от Демократической партии Экваториальной Гвинеи (ПДГЭ), входил в состав постоянной комиссии по внешней политике, международному сотрудничеству и интеграции и постоянной комиссии по обороне и государственной безопасности. Он покинул свой пост в 2018 году.